# Selección femenina de rugby de Francia
La selección femenina de rugby de Francia también conocida como Les Bleues es el equipo nacional que representa a la Federación Francesa de Rugby (FFR).

## Síntesis
La selección francesa ha participado en todas las ediciones de la Copa Mundial, logrando como mejor resultado el tercer puesto en 6 oportunidades.
A nivel europeo participa de la versión femenina del torneo 6 Naciones, en el que se ha consagrado campeona en 5 oportunidades y el Rugby Europe Women Championship, competencia avalada por Rugby Europe. Además ha disputado otros torneos internacionales de menor jerarquía.

## Palmarés
- Seis Naciones (6): 2002, 2004, 2005, 2014, 2016, 2018[2]

- Women's European Championship (4): 1996, 1999, 2000, 2004[3]

- Women's European Cup (1): 1988[4]

## Participación en copas
| - Gales 1991: 3.er puesto (compartido) - Escocia 1994: 3.er puesto - Países Bajos 1998: 8.º puesto - España 2002: 3.er puesto - Canadá 2006: 3.er puesto - Inglaterra 2010: 4.º puesto - Francia 2014: 3.er puesto - Irlanda 2017: 3.er puesto - Nueva Zelanda 2021: 3º puesto - Inglaterra 2025: clasificado - WXV 1 2023: 5º puesto - WXV 1 2024: 5º puesto - Women's European Cup 1988: Campeón - Canada Cup 1996: 4.º puesto (último) - Nations Cup 2009: 3.er puesto - Super Series 2016: 3.er puesto - Super Series 2019: 3.er puesto - Cinco Naciones 1999: 2.º puesto - Cinco Naciones 2000: 2.º puesto - Cinco Naciones 2001: 2.º puesto (compartido) | - Seis Naciones 2002: Campeón - Seis Naciones 2003: 3.er puesto - Seis Naciones 2004: Campeón - Seis Naciones 2005: Campeón - Seis Naciones 2006: 3.er puesto - Seis Naciones 2007: 2.º puesto - Seis Naciones 2008: 3.er puesto - Seis Naciones 2009: 4.º puesto - Seis Naciones 2010: 2.º puesto - Seis Naciones 2011: 2.º puesto - Seis Naciones 2012: 2.º puesto - Seis Naciones 2013: 2.º puesto - Seis Naciones 2014: Campeón - Seis Naciones 2015: 2.º puesto - Seis Naciones 2016: Campeón - Seis Naciones 2017: 3.er puesto - Seis Naciones 2018: Campeón - Seis Naciones 2019: 3.er puesto - Seis Naciones 2020: 2.do puesto - Seis Naciones 2021: 2.do puesto - Seis Naciones 2022: 2° puesto - Seis Naciones 2023: 2° puesto - Seis Naciones 2024: 2° puesto - Seis Naciones 2025: 2° puesto |